# Vegard Opaas
Vegard Opaas (Oslo, 11 gennaio 1962) è un ex saltatore con gli sci norvegese, vincitore di una Coppa del Mondo e varie medaglie iridate.

## Biografia
In Coppa del Mondo esordì il 27 gennaio 1982 a Sankt Moritz (10°), ottenne il primo podio il 10 dicembre 1983 a Thunder Bay (3°) e la prima il giorno successivo, ancora a Thunder Bay. Si aggiudicò la coppa di cristallo nel 1987.
In carriera prese parte a due edizioni dei Giochi olimpici invernali, Sarajevo 1984 (8° nel trampolino normale, 27° nel trampolino lungo) e Calgary 1988 (45° nel trampolino normale, 19° nel trampolino lungo), a tre dei Campionati mondiali, vincendo tre medaglie, e a una dei Mondiali di volo, Vikersund 1990 (33° nell'individuale).

## Palmarès

### Mondiali
- 3 medaglie:
  - 2 argenti (trampolino lungo, gara a squadre a Oberstdorf 1987)
  - 1 bronzo (trampolino normale a Oberstdorf 1987)

### Coppa del Mondo
- Vincitore della Coppa del Mondo nel 1987
- 17 podi (tutti individuali):
  - 7 vittorie
  - 2 secondi posti
  - 8 terzi posti

#### Coppa del Mondo - vittorie
| Data             | Località      | Nazione        | Trampolino               |
| ---------------- | ------------- | -------------- | ------------------------ |
| 11 dicembre 1983 | Thunder Bay   | Canada         | Big Thunder K120         |
| 13 dicembre 1985 | Lake Placid   | Stati Uniti    | MacKenzie Intervale K86  |
| 13 dicembre 1986 | Lake Placid   | Stati Uniti    | MacKenzie Intervale K114 |
| 30 dicembre 1986 | Oberstdorf    | Germania Ovest | Schattenberg K115        |
| 10 gennaio 1987  | Štrbské Pleso | Cecoslovacchia | MS 1970 K88              |
| 21 marzo 1987    | Rælingen      | Norvegia       | Marikollen K85           |
| 11 dicembre 1988 | Lake Placid   | Stati Uniti    | MacKenzie Intervale K86  |

#### Torneo dei quattro trampolini
- 1 podio di tappa[2]:
  - 1 vittoria